# Kenzo Goudmijn
Kenzo Goudmijn, né le 18 décembre 2001 à Hoorn aux Pays-Bas, est un footballeur néerlandais, qui évolue au poste de milieu offensif au Derby County FC.

## Biographie

### En club
Né à Hoorn aux Pays-Bas, Kenzo Goudmijn est formé par l'AZ Alkmaar. En février 2018 il signe son premier contrat professionnel avec l'AZ.
Kenzo Goudmijn joue son premier match en professionnel le 15 mai 2019, lors de la dernière journée de la saison 2018-2019 d'Eredivisie face à l'Excelsior Rotterdam. Ce jour-là, il remplace Fredrik Midtsjø, et son équipe s'incline sur le score de quatre buts à deux.
Considéré comme un grand talent de l'AZ, il est envoyé en prêt au Sparta Rotterdam afin qu'il s'aguerrisse, le transfert est annoncé le 1er juin 2021. 
Son prêt au Sparta se termine finalement en janvier 2022, mais il est de nouveau prêté dans la foulée, dans un club de la même ville, l'Excelsior Rotterdam. Son prêt est prolongé pour une saison supplémentaire le 28 juin 2022,.
Goudmijn fait son retour à l'AZ à la fin de son prêt à l'été 2023, où il est intégré à l'équipe première.

### En équipe nationale
Avec les moins de 17 ans, il participe au championnat d'Europe des moins de 17 ans en 2018. Lors de cette compétition il participe à trois matchs. Les Néerlandais remportent le tournoi en battant l'Italie en finale. En tout il joue un total de treize matchs avec cette sélection.
Goudmijn joue aussi avec les moins de 18 ans. Il fait un total de quatre apparitions avec cette sélection, entre 2018 et 2019.

## Vie personnelle
Kenzo Goudmijn est le fils de Kenneth Goudmijn, ancien footballeur et désormais entraîneur assistant dans les équipes de jeunes de l'AZ Alkmaar.

## Palmarès

### En sélection
Pays-Bas -17 ans
- Championnat d'Europe des moins de 17 ans
  - Vainqueur : 2018